# Caragol de na Claudina
El caragol de na Claudina o caragol de serp (Xerocrassa claudinae) és un mol·lusc gastròpode endèmic de Mallorca, concretament de la península de Formentor, a Pollença.
Destaca per la vistositat del seu caragol, molt pla i amb moltes espirals que oscil·len entre el blanc i el marró. La seva població es distribueix quasi en un 90% al terme municipal de Pollença, i més en concret, des de la zona del far de Formentor fins a la possessió de Muntanya. Malgrat que el seu hàbitat està protegit (és una zona ANEI), està en perill d'extinció a causa de la seva recol·lecció per al col·leccionisme. Ja està al Llibre Vermell d'Invertebrats del Ministeri de Medi Ambient i s'ha proposat (2007) la seva inclusió dins el Catàleg Balear d'Espècies Amenaçades.